# Тяск (комуна)
Тяск (рум. Teasc) — комуна у повіті Долж в Румунії. До складу комуни входять такі села (дані про населення за 2002 рік):
- Секуй (1459 осіб)
- Тяск (1962 особи)

Комуна розташована на відстані 179 км на захід від Бухареста, 18 км на південь від Крайови.

## Населення
За даними перепису населення 2002 року у комуні проживала 3421 особа.
Національний склад населення комуни:
| Національність | Кількість осіб | Відсоток |
| -------------- | -------------- | -------- |
| румуни         | 3366           | 98,4%    |
| цигани         | 55             | 1,6%     |

Рідною мовою назвали:
| Мова      | Кількість осіб | Відсоток |
| --------- | -------------- | -------- |
| румунська | 3414           | 99,8%    |
| циганська | 7              | 0,2%     |

Склад населення комуни за віросповіданням:
| Релігія       | Кількість осіб | Відсоток |
| ------------- | -------------- | -------- |
| православні   | 3333           | 97,4%    |
| бретрени      | 53             | 1,5%     |
| п'ятдесятники | 23             | 0,7%     |
| адвентисти    | 12             | 0,4%     |